# Хенераль-Сан-Мартін (округ)
Округ Хенераль-Сан-Мартін (ісп. General San Martín) — адміністративно-територіальна одиниця 2-ого рівня у провінції Буенос-Айрес в центральній Аргентині. Адміністративний центр округу — Сан-Мартін (ісп. San Martín).
Населення округу становить 414196 осіб (2010). Площа — 57,24 кв. км.

## Історія
Округ заснований у 1864 році.

## Населення
У 2010 році населення становило 414196 осіб. З них чоловіків — 198094, жінок — 216102.

## Політика
Округ належить до 1-ого виборчого сектору провінції Буенос-Айрес.